# اساعده (یمن)
 اساعده  (در عربی:  الأساعدة )
نام روستایی است در دهستان القفاعة از توابع استان تَعِز در کشور یمن در شبه جزیره عربستان.

## جمعیت
جمعیت آن (۷۰) نفر (۷ خانوار) می‌باشد.